# Eduardo Salvio
Eduardo Antonio „Toto“ Salvio (* 13. července 1990, Avellaneda, Buenos Aires, Argentina) je argentinský fotbalový záložník nebo útočník, v současnosti působí v mexickém klubu UNAM Pumas.

## Klubová kariéra

### Atlético Madrid
CA Lanús prodal Salvia v lednu 2010 do španělského Atlética Madrid. V sezónách 2009/10 a 2011/12 vyhrál s Atléticem Evropskou ligu.

### Benfica Lisabon
V Evropské lize 2012/13 se s klubem probojoval až do finále proti anglickému celku Chelsea FC. V semifinále 2. května v odvetném zápase s tureckým Fenerbahçe SK odehrál kompletní počet minut. Benfica zvítězila 3:1, smazala prohru 0:1 z prvního zápasu v Istanbulu a postoupila do finále.

## Reprezentační kariéra
Od roku 2009 je členem národního týmu Argentiny. Debutoval 20. května 2009 v přátelském utkání s Panamou (výhra Argentiny 3:1).